# فردیناندو اسفورزینی
فردیناندو اسفورزینی (انگلیسی: Ferdinando Sforzini؛ زادهٔ ۴ دسامبر ۱۹۸۴) بازیکن فوتبال اهل ایتالیا است.
از باشگاه‌هایی که در آن بازی کرده‌است می‌توان به باشگاه فوتبال هلاس ورونا، باشگاه فوتبال مودنا، باشگاه فوتبال آسکولی، باشگاه ورزشی لاتزیو، باشگاه فوتبال ویرتوس انتلا، باشگاه فوتبال اودینزه، باشگاه فوتبال باری، باشگاه فوتبال لاتینا، باشگاه فوتبال ناپولی، باشگاه فوتبال دلفینو پسکارا، باشگاه فوتبال ساسولو، باشگاه فوتبال آولینو، باشگاه فوتبال ویچنزا، و باشگاه فوتبال سی‌اف‌آر کلوژ اشاره کرد.